# Letomola barrenensis
Letomola barrenensis är en snäckart som först beskrevs av Petterd 1879.  Letomola barrenensis ingår i släktet Letomola och familjen Charopidae. IUCN kategoriserar arten globalt som livskraftig. Inga underarter finns listade i Catalogue of Life.